# Ordolibéralisme
L'ordolibéralisme (Ordoliberalismus en allemand) est un courant de pensée libéral selon lequel la mission économique de l'État est de créer et de maintenir un cadre normatif permettant la « concurrence libre et non faussée » entre les entreprises. L'ordolibéralisme naît à l'université de Fribourg-en-Brisgau (en allemand : Freiburg im Breisgau) en Allemagne, à partir de 1932, de la rencontre d'un économiste, Walter Eucken, et de deux juristes, Franz Böhm et Hans Grossmann-Doerth. Il est alors développé par l'« école de Fribourg » (Freiburger Schule). Ses fondamentaux économiques s'écartent à la fois du « matérialisme hédoniste » des libéraux et surtout de l'évolutionnisme du marxisme ; en outre, cette école critique vivement la praxis économique du national-socialisme. Plusieurs des penseurs principaux de cette école (notamment Walter Eucken, Wilhelm Röpke et Alfred Müller-Armack) ont exposé leur analyse dans la revue ORDO. On parle généralement de l'« ordolibéralisme allemand ».
L’ordolibéralisme a influencé la politique économique des divers chanceliers allemands de l'après-Seconde Guerre mondiale, ce qui les a auréolés de la paternité intellectuelle du « miracle économique ouest-allemand ».

## Histoire

### LesDeutsche Ricardianer(ricardiens allemands)

#### Émergence
Le climat politique allemand des années qui suivent la Première Guerre mondiale est fortement marqué par l'anticapitalisme et l'antilibéralisme, portés à la fois par la gauche révolutionnaire et par la droite conservatrice, qui répandaient la thèse du « coup de poignard dans le dos » qui voulait que la défaite n'était pas militaire, mais politique, orchestrée par les "traîtres républicains" signataires du Traité de Versailles. Ce climat politique était fortement marqué par un rejet du monde anglo-saxon et occidental et par un fort attrait pour l'État, un refus du parlementarisme et un primat accordé au politique sur l'économie. L'attrait pour l'Etat est popularisé par le livre d'Othmar Spann Der wahre Staat (L'Etat vrai) et surtout par le livre Das drittes Reich d'Arthur Moeller van den Bruck, publié en 1923. L'antiparlementarisme trouve en Carl Schmitt et Oswald Spengler d'éloquents avocats. Le postulat de la primauté du politique provient selon Patricia Commun d'une « continuité de la conception historiciste profondément antilibérale de l'Etat et de l'économie capitaliste ». Ce postulat se retrouve dans l'acceptation par l'école historique de la théorie monétaire de Georg Friedrich Knapp, pour qui la monnaie est une création juridique pure.
Du côté des économistes, l'école historique allemande domine le champ et ses membres occupent une place centrale au sein de l'association Verein für Socialpolitik, une association d'experts et de conseillers en politique sociale (Le Verein a été créé en 1873 pour s'opposer à la fois aux socialistes révolutionnaires et aux libéraux du Congrès des économistes allemands). Au sein de cette organisation, émerge à la fin de la Première Guerre mondiale une opposition, concernant le capitalisme, entre Joseph Schumpeter qui pense qu'il y a une évolution inéluctable vers le socialisme et ceux qui comme Gustav Schmoller, Ludjo Brentano ou Adolf Wagner croient à une possibilité d'amender le système.
Les jeunes libéraux du Verein, sous la houlette d'Alexander Rüstow, fondent en 1922 un « sous-comité théorique » qui prend le nom de Deutsche Ricardianer, ou « ricardiens allemands ». Parmi eux se trouvent, outre son fondateur, les libéraux Walter Eucken et Wilhelm Röpke, et les socialistes Gustav Heimann, Adolf Löwe et Emil Lederer. Ils ont pris le nom de « ricardiens » pour quatre raisons majeures. Tout d'abord, ils voient en David Ricardo le fondateur de la méthode hypothético-déductive, ce qui leur permet de se démarquer de l'école historique qu'ils jugent trop descriptive. D'autre part le fait que Ricardo soit un tenant de la valeur travail leur permettait à la fois de se distinguer de l'école autrichienne de Carl Menger et d'être acceptés par des socialistes. En outre, Ricardo c'est aussi une théorie du commerce international qui promeut l'ouverture des frontières, ce qui leur permet de se distinguer de Friedrich List sans trop l'affirmer. Enfin cela leur permet d'affirmer un certain libéralisme économique et politique de tendance "occidentale" à un moment où cette option était très mal vue en Allemagne.

#### Les jeunes ricardiens et les problèmes économiques allemands (1920-1929)
Le premier article de Walter Eucken, publié en 1923, traite de l'hyperinflation allemande. Il écrit, contre le ministre Karl Helfferich qui l'explique par un déséquilibre de la balance des paiements lié aux réparations, que l'inflation vient du gonflement de la masse monétaire durant la Première Guerre mondiale comme le soutient alors Gustav Cassel. Il considère comme Ludwig von Mises que « L'inflation remplace les impôts lorsque le gouvernement n'a pas le courage politique des mesures à prendre et ne peut plus emprunter ».
Durant l'été 1928, dans le cadre des négociations à venir sur le montant des réparations et le plan Young, se tient une conférence organisée par la Friedrich-List-Gesellschaft à laquelle participent, côté jeunes ricardiens, Walter Eucken, Wilhelm Röpke, Alexander Rüstow, Eduard Heimann et Emil Lederer. Sont aussi présents des  membres de l'école historique allemande : Benhard Harms, Edgar Salin, Werner Sombart et Friedrich von Gottl-Ottlilienfeld. Enfin, du côté des autorités politiques, sont présents le chancelier Hans Luther, le ministre des finances Rudolf Hilferding et le président de la banque centrale allemande Hjalmar Schacht. Cette réunion voit les économistes allemands extrêmement divisés sur les problèmes contemporains et creuse le fossé, parmi les jeunes ricardiens, entre les libéraux, qui deviendront les ordo-libéraux favorables à l'orthodoxie budgétaire, et les socialistes.

### Les futurs ordo-libéraux et la crise économique et politique de 1929-1932
Les futurs ordo-libéraux jouent un rôle d'experts lors de la crise de 1929-1932 : Ludwig Erhard, un des pères du futur miracle économique allemand, est le bras droit du professeur Vershofen, à la tête de l'Observatoire des marchés de l'industrie et des produits finis, un organisme financé par le Berliner Institut für Konjunkturforschung fondé en 1925 par Ernst Wagemann (1884-1956). Alexander Rustow faisait partie des ministrables possibles en 1932, s'il n'y avait pas eu l'arrivée des Nazis en décembre 1932. Wilhelm Röpke est quant à lui membre de la commission Brauns du début 1931.
La commission Brauns a été créée par Heinrich Brauns pour explorer des pistes de lutte contre le chômage. Elle comprend dix membres dont deux libéraux : Bernhard Dernburg et Wilhelm Röpke. Les membres de la commission doivent, sinon tenir compte des propositions faites par le grand public, du moins expliquer leur refus d'en tenir compte. Röpke est mal à l'aise, d'une part avec l'approche visant à résoudre per se un symptôme, le chômage, mais pas ses causes, et d'autre part sur le fait qu'il considère la démarche comme populiste. Parmi les propositions que Röpke parviendra à infléchir figurent la réduction du temps de travail et la lutte contre le cumul de plusieurs emplois. Concernant le premier point, il estime que la réduction du temps de travail de 48 heures à 40 heures ne conduirait qu'à un recul marginal du chômage. Par ailleurs, il estime que si l'on s'engage dans cette voie, il ne faut pas la donner à gérer à la « bureaucratie sociale » mais la laisser aux mains des branches industrielles. Sur ce point il sera entendu par le chancelier Heinrich Brüning. Concernant la volonté de lutter contre le cumul de plusieurs emplois, celle-ci conduit selon lui à présenter ceux qui travaillent comme des « voleurs d'emplois ». Ce serait également « condamner implicitement l'assiduité et le courage », ce qui peut « contribuer à briser les fondements éthiques remontant à la conception protestante luthérienne du travail comme accomplissement divin de l'Homme ».
Pour lutter contre la crise, il parvient à convaincre les membres du comité que la reprise devait passer par une restructuration de la dette publique allemande, accompagnée d'apports financiers extérieurs et d'une forte orthodoxie financière. Finalement, avec l'arrivée de Hitler au pouvoir en 1933, c'est l'autarcie financière préconisée par Hjalmar Schacht qui va triompher.

### La naissance de l'ordolibéralisme
Alexander Rustow, en mai 1932, amène ses amis Walter Eucken et Wilhelm Röpke à adhérer à la Deutscher Bund für freie Wirtschaftspolitik (« Alliance allemande pour la liberté en politique économique »). Ce groupe se trouve bientôt séparé à l'arrivée du nazisme, Rustow et Röpke partant dès les premiers mois de 1933 en Turquie, où ils enseignent à l'université d'Istanbul, et Röpke à Genève en 1937. Ces deux auteurs participeront au colloque Lippmann et développeront, selon Patricia Commun, un libéralisme plus sociologique, même s'il présente des traits communs avec l'ordolibéralisme qui va s'édifier en Allemagne autour de Walter Eucken.
Le courant majeur de l'ordolibéralisme va s'édifier autour de Walter Eucken qui publie au début 1933, un article fondateur, « Denken — Warum ? » (« Pourquoi penser ? »), dans la revue dirigée par son père le philosophe néokantien Rudolf Eucken. Dans ce même numéro Friedrich Lutz publie un article intitulé « Die Ideologie des Tatkreises », dans lequel il s'attaque  au mouvement Tat (action) de Hans Zehrer, un idéologue conservateur de Weimar qui veut remplacer l'idée démocratique par celle de communauté populaire (Volksgemeinschaft). Ce qui est important, pour Eucken, c'est de s'opposer à l'anti-rationalisme alors très puissant en Allemagne, qui a tendance à considérer que la raison n'est que « le vestige d'une époque dépassée ». À l'université de Fribourg, Eucken est à la tête d'une opposition à Martin Heidegger lorsque ce dernier est nommé recteur par le régime nazi.
La publication de « Unsere Aufgabe » (« Notre mission ») en 1937 par  les juristes Franz Böhm, Hans Grossman-Doerth  et l'économiste Walter Eucken constitue à la fois l'élément fondateur et le programme. Les auteurs déplorent que « les sciences juridiques et économiques aient perdu toute influence politique et sociale » sous l'influence croisée du juriste Friedrich Carl von Savigny, de l'école historique de Werner Sombart et de Schmoller et du déterminisme de Karl Marx. Selon eux, il convient de théoriser à nouveau, et de donner « à l'opinion publique une vue exacte des complexités de la vie économique ». Il fallait également montrer les liens entre l'économique, le juridique et les problèmes sociaux en identifiant « les grands principes ordonnateurs (ordnende Prinzipien) autour desquels s'articulait l'organisation économique ». Par ce biais, ils pouvaient montrer la vanité du tout politique si fort alors en Allemagne. À travers leur programme, il affichent leur ambition de retrouver leurs rôles d'experts objectifs et impartiaux.

### L'approfondissement de l'ordo-libéralisme de 1937 à 1945
Walter Eucken publie en 1940 un de ses ouvrages majeurs : Die Grundlagen der Nationalökonomie (Les fondements de l'économie nationale). Cet ouvrage se distingue de Fondations pour l'économie politique, publié en 1872 par Adolf Wagner (un des fondateurs du Verein für Socialpoltik), qui selon Patricia Commun « assurait implicitement que la politique fondait l'économique ». Il se distingue aussi de celui de Carl Menger (le fondateur de l'école autrichienne) intitulé Principes de l'économie qui voulait bâtir une science économique autonome. Eucken veut pour sa part définir « les fondements méthodologiques d'une science de l'économie politique » sans « prétention à l'universalisme ». Il ne s'agit pas d'une science hypothético-déductive comme celle de Ricardo, mais d'une science inspirée à la fois par la méthodologie husserlienne et par les idéal-types de Max Weber. Le caractère husserlien apparaît clairement lorsqu'il écrit en page 8 des Fondements :

« Parce que les concepts utilisés pour le quotidien (Alltagbegriffe) ne peuvent pas être, dans un premier temps, définis scientifiquement, l'économie nationale doit provisoirement utiliser les concepts comme ils sont utilisés dans la vie, sans définition. C'est ainsi qu'elle arrive immédiatement à l'analyse de la chose (ou du fait/Sache en allemand). L'examen de l'objet amène à des résultats et les résultats sont exprimés de manière brève sous forme de définitions qui font ensuite office d'instruments utilisables pour d'autres recherches. »

Dans ce livre, il s'attaque aussi à ce qu'il appelle « la grande antinomie », c'est-dire le fait que les économistes s'intéressent soit au général par le biais de la théorie soit au particulier par le biais de monographies ou d'études statistiques comme l'a fait l'école historique allemande. Précisément le concept d'ordre qu'il développe doit permettre de résoudre ce problème. Sur ce point il accuse les grands économistes classiques Adam Smith, David Hume, John Stuart Mill d'avoir recherché un ordre naturel alors que lui-même ne vise qu'à « décrire les processus et les manifestations de son existence en tant qu'ordre construit ». Die Grundlagen der Nationalökonomie place Walter Eucken au centre de la résistance libérale allemande et servent à nourrir les discussions du Groupe IV « recherche en économie nationale » où se retrouvent Franz Böhm, Leonhard Miksch, Adolf Lampe et Jens Jessen.
Röpke de son côté publie en 1942 Die Gesellschatskrisis der Gegenwart (La crise de notre temps) et en 1944 Civitas humana. Gundfragenden der Gesellschafts und Wirtschaftsreform (Civitas Humana, Questions fondamentales de réforme économique et sociale). Dans ce livre, il développe l'idée que la crise du monde occidental n'est pas seulement économique mais également d'ordre sociétal. Selon Patricia Commun, dans Civitas humana il « développe un véritable humanisme économique chrétien applicable à l'ensemble de la société ». Pour lui c'est « le libéralisme sociétal qui fonde le libéralisme économique », pas l'inverse. Chez lui comme chez les autres ordo-libéraux, le libéralisme ne vient pas d'un ordre spontané mais est construit à partir d'un choix de société libérale. Une des sources d'inspiration de cet ouvrage est la pensée libérale catholique française. Dans la seconde partie de son ouvrage, il cite un extrait d'un ouvrage d'Emile Faguet, Politiques et moralistes du dix-neuvième siècle.

### L'ordolibéralisme de la fin de la Seconde Guerre mondiale à la mort de Eucken
Après la Seconde Guerre mondiale les ordolibéraux vont beaucoup écrire dans la presse pour populariser leurs idées. Ils contribueront par ce biais à la réalisation à partir de 1948, lorsque le pays libéralisera son économie, du miracle économique allemand. À cet effet deux vecteurs seront particulièrement utilisés : le Frankfurter Allgemeine Zeitung en Allemagne et le Neue Zürcher Zeitung un journal suisse lu par les cercles dirigeants allemands. C'est dans ce journal, fin 1947, que Walter Eucken écrit La misère économique allemande où il pointe les problèmes liés au système d'économie dirigée que les Alliés ont maintenu en place, se plaçant au point de vue économique dans la continuation du régime précédent. Röpke quant à lui est un contributeur de ce journal depuis son installation en Suisse.
D'un point de vue plus académique, ils relancent en 1948 la revue OrdoJahrbuch qui avait cessé de paraître en 1937. Le premier numéro comportera des articles des membres de l'ordolibéralisme (Eucken, Lutz, Röpke, Böhm, etc.) ainsi qu'un article d'Hayek. Cette reparution intervient à un moment où les discussions entre les socialistes allemands tenant de la planification et les libéraux allemands favorables à l'économie de marché est forte. Cette revue leur permettra de peser en faveur d'un ordre économique libéral en Allemagne et à la pensée ordo-libérale de survivre à la mort en 1950 de Walter Eucken.

## Concepts centraux

### Grande antinomie et fondation d’une science de l’économie politique
La grande antinomie signifie pour Eucken que l'école historique allemande se livre à trop d'études descriptives sur la situation d'un pays, l'Allemagne, alors que l'école autrichienne est trop théorique et néglige complètement le contexte. Face à cette situation, la position d'Eucken est clairement affirmée dans The fondations of Economics :
« The first talk of the economist is to get a grasp of economic reality. This may be a requirement which, however justified and necessary, may not be possible. The economist has to see economic events as part of a particular  individual-historical situation he is to do justice to the real world. He must see them also as presenting general-theoretical problems if the relationship of the real world. How can he combine theses two views ? If he does only the one or only the other, he is out of touch with the real world. »
« La première pensée de l'économiste est d'arriver à une compréhension de la réalité économique. C'est une exigence qui, aussi justifiée et nécessaire soit-elle, peut ne pas être «possible». L'économiste doit voir les événements économiques comme faisant partie d'une situation historique individuelle particulière, il doit rendre justice au monde réel. Il doit aussi les voir comme présentant des problèmes théoriques généraux s'il veut que les interrelations du monde réel ne lui échappe pas. Comment combiner ces deux vues ? S'il ne fait que l'un ou l'autre, il est déconnecté du monde réel. »
Mais la grande antinomie n’est pas à proprement parler propre aux écoles d’économie développées en Allemagne et en Autriche. Walter Eucken reproche globalement aux néoclassiques et particulièrement à Alfred Marshall, d’avoir approfondi la grande antinomie en se focalisant sur le général. En réalité alors que les néoclassiques visent à fonder une science de l’économie autonome, Eucken et l’école ordolibérale visent à fonder une science de l’économie politique à la fois séparée d’une science de l’Etat (Staatswirtschaff) et d’une science purement théorique débouchant sur un monde idéal. Une science qui tiennent compte aussi des particularités nationales.

### La notion d’ordre économique
Si Walter Eucken réfute les types historiques développés par Werner Sombart, il apprécie le concept de style économique d'Arthur Spiethoff qui tente de donner une représentation complète mais schématique des facteurs qui dans une période et un peuple donné influent sur les activités économiques. C’est cette notion de style auquel il ajoute une dimension juridique qui constitue l’ordre au sens de l’école ordolibérale.

Pour Walter Eucken, avec les Lumières est intervenu un tournant volontariste au XVIIIe siècle. Pour lui ce tournant a permis l’émergence du libéralisme économique basé sur une organisation concurrentielle de sorte que, selon Patricia Commun : 

« Le libéralisme économique est, per se, un ordolibéralisme, c’est-à-dire un libéralisme fondé sur un ordre non pas spontané, mais consciemment établi, sur la base d’une révolution rationnelle quasi métaphysique, et instauré grâce à un appareil juridique d’ordre légal et constitutionnel. »

Chez les ordolibéraux à la Eucken, il n’y a donc pas d’ordre spontané à la Hayek, mais une profonde méfiance envers la nature humaine vue comme excessivement tentée par le pouvoir et la domination. Si l’on s’interroge maintenant sur le rapport entre l’ordre juridique et l’ordre économique, il faut noter que si le second a besoin du premier, néanmoins c’est lui qui imprime le tempo. C’est parce que l’ordolibéralisme ne repose pas comme chez Walras et à sa suite sur la notion d’équilibre mais de concurrence que l’ordre économique a besoin d’un ordre juridique qui favorise la concurrence. De sorte que chez Eucken, il existe des ordres partiels (Teilordnungen) dont la cohérence assure l’ordre global (Gesamtornung). Pour Eucken, il existe deux ordres principaux, l’ordre de l’économie d’échange et l’ordre de l’économie centralisé.

### L’homme à la foisHomo œconomicusetHomo culturalis
Walter Eucken, contrairement à Werner Sombart, ne croit pas que l’homme soit passé d’un monde où il ne recherchait qu’à satisfaire ses besoins à un monde capitaliste où il est mû par une soif irrépressible de profit. Selon lui ce qui distingue l’homme présent de celui du passé, ce n’est pas la soif du gain, c’est le développement des techniques comptables en Allemagne du Nord au XVIe siècle et plus généralement un esprit devenu plus tourné vers le quantitatif et la technique. Aussi l’important pour lui c’est de bien comprendre que la rationalité des gens ne s’exerce pas in abstracto, mais dans un « contexte politique, spirituel, religieux, intellectuel, et technique ». De sorte que pour Patricia Commun, « L’Homo œconomicus se double d’un Homo culturalis ».

### Ordre monétaire
Walter Eucken dérive son approche de l’ordre monétaire du débat qui au milieu du XIXe siècle a opposé la Currency School à la Banking School. À la différence de Hayek, Eucken se rattache à la Currency School. Pour lui comme pour les tenants de la Currency School, l’émission monétaire doit être confiée à une banque centrale qui doit limiter l’émission monétaire pour assurer la stabilité monétaire. Mais sur ces points, selon Patricia Commun, les ordolibéraux n’ont pas cherché à innover au niveau théorique par rapport aux discussions de 1844 en Angleterre.

### Méfiance envers les politiques conjoncturelles
Walter Eucken dénonce les études des cycles économiques et leur différentes phases : boom, crise, dépression. Pour lui, il n’y a pas de lois permettant de prévoir le développement des crises. Sur ce point, il s’oppose tant à l’école marxiste qu’à l’école historique allemande. Pour lui une phase de boom correspond à un excès d’investissement et les dépressions à une phase de déclin des investissements. Mais le plus important n’est pas là ; il réside dans l’importance qu’il attribue à des facteurs extra-économiques. Par exemple, il attribue la crise qu’a connue l’Allemagne en 1930 à une crise de l’ordre du commerce extérieur, à une crise politique et enfin à une crise d’ordre monétaire.
Pour Eucken on ne passe jamais d’un état d’équilibre parfait à un autre. Il y a plutôt des glissements qui se produisent dans les ordres partiels qui mettent en péril l’ordre global qu’il faut protéger au moyen de réajustements structurels. Selon Patricia Commun, cela conduit Eucken à recommander « Une sorte de monitoring permanent des processus économiques ». Si Röpke est parfois favorable à des politiques conjoncturelles, Eucken est beaucoup plus réservé et remet en cause l’universalité de l’importance que Keynes accorde aux prévisions des entrepreneurs dans les phases de crises.

### Ordolibéralisme et morale kantienne
Inspiré par la morale kantienne, l'ordolibéralisme place la morale au cœur de son programme. L'économie doit être soumise à la morale. Le profit n'est pas une fin en soi, mais un moyen, qui doit à la fois se soumettre à certaines règles, respecter certains interdits et viser une fin autre que lui-même, c'est-à-dire une fin morale. L'entreprise est au service de la société et l'entrepreneur est soumis à une responsabilité morale et sociale, à la fois vis-à-vis de la société dans son ensemble et de ses propres salariés.

### État et ordre économique
Selon la théorie ordolibérale, l'État a pour responsabilité de créer un cadre légal et institutionnel à l'économie, et de maintenir un niveau sain de « concurrence libre et non faussée » via des mesures en accord avec les lois du marché. En effet, si l'État ne prend pas des mesures anticipées pour encourager la concurrence, les entreprises donneront naissance à des monopoles, trusts ou oligopoles. Cela aura pour conséquence de détourner les avantages économiques offerts par le marché, et peut-être à terme de saper la démocratie, le pouvoir économique étant capable de se transformer en pouvoir politique.
L'État intervient donc dans la vie économique de deux façons : en fixant des règles et en les faisant appliquer et respecter. Valorisant l'ordre (en référence à la théorie augustinienne de l'ordre) et la régulation par l'État (État-ordonnateur), l'ordolibéralisme se distingue nettement sur ce point du libéralisme classique fondé sur la dérégulation et le « laisser-faire ». L'ordolibéralisme est cependant un libéralisme en ce que l'État doit se cantonner à la fixation et à l'application de ces règles, il ne doit pas mener de politiques économiques conjoncturelles, mais se tenir à l'écart de toute stimulation macro-économique et de tout dirigisme. Cela se manifeste par les aspects suivants : décentralisation, équilibre budgétaire (voire excédent) pour les finances publiques, refus du plan et de la politique industrielle (les entreprises devant s'auto-organiser), fixation des salaires par les partenaires sociaux (patronat et syndicats) ce qui revient à abandonner la politique publique des revenus.
Ainsi, d'après l'universitaire britannique Stephen Padgett, un pilier central de l'ordolibéralisme est une répartition étanche et clairement définie entre acteurs de la gestion économique :
- la politique monétaire est sous la responsabilité d'une banque centrale à l'abri du pouvoir politique, dévouée à la stabilité monétaire et à une faible inflation ;
- la politique budgétaire, équilibrée, du ressort du gouvernement ;
- la fixation des salaires et des conditions de travail est partagée entre les employeurs et les syndicats.

## Débat
La crise de 2008 a réactivé des débats autour de la pertinence de la théorie ordolibérale, qui portent sur le débat « Ordnungspolitik vs Prozesspolitik », c'est-à-dire entre les politiques d'ordonnancement et les politiques de processus.
L'ordolibéralisme est crédité d'avoir donné naissance au système d'économie sociale de marché.